# Liste der denkmalgeschützten Objekte in Běloky
Grundlage dieser Liste der denkmalgeschützten Objekte in Běloky ist die ÚSKP-Liste (Ústřední seznam kulturních památek České republiky, deutsch Zentrale Liste der Kulturdenkmäler der Tschechischen Republik), die von der tschechischen Denkmalschutzbehörde NPÚ (Národní památkový ústav, deutsch Nationale Denkmalbehörde) seit 1987 geführt wird und an die seit dem Jahr 1850 geschaffenen Listen anschließt.

## Denkmalgeschützte Objekte nach Ortsteilen
| Lage                         | Objekt              | Beschreibung | ÚSKP-Nr.                 | Bild                |
| ---------------------------- | ------------------- | --- | ------------------------ | ------------------- |
| Běloky, Dorfplatz (Standort) | St.-Florian-Kapelle | Kapelle St. Florian und Säule mit Statue St. Agnes. Die Sandsteinskulptur stammt aus der ersten Hälfte des 19. Jahrhunderts. Das kleine Kapellengebäude mit rechteckigem Grundriss und pyramidenförmigem Dach stammt aus dem Jahr 1838. | 15752/2-450 Info Katalog | St.-Florian-Kapelle |